# El Pequeño Ninja
El Pequeño Ninja (danés: Ternet Ninja) es una película animada comedia de 2018. La película fue dirigida por Thorbjørn Christoffersen y Anders Matthesen. El Pequeño Ninja es una adaptación de la obra de Anders Matthesen Ternet ninja. La película se estrenó el 12 de diciembre de 2018.
En marzo de 2019 se dio a conocer que Anders Matthesen había recibido 238 052 coronas danesas en apoyo de Det Danske Filminstitut para una secuela.

## Argumento
La película trata sobre Alex, un chico que es acosado y que, en su cumpleaños, recibe una muñeca ninja de cuadros que puede hablar de su tatarabuelo Stewart (del filme "Torkel en apuros"). La ninja quiere vengarse de su fabricante que mató a un niño que trabajaba en la fábrica donde se fabricó la ninja.

## Reparto

### Voces en danés
- Alfred Bjerre Larsen – Alex
- Emma Sehested Høeg – Jessica Oriander
- Anders Matthesen – Rutiga ninjan y todos los demás personajes de la película

## Sobre la película
La película puede considerarse una secuela de Torkel en apuros. Además, la película se desarrolla en el mismo municipio (basado en Albertslund) que Torkel en apuros. También regresan algunos de los personajes de allí, como el tío Stewart, Torkel (que es primo de Alex), Arne y Jason, quienes también estaban en Torkel en apuros.

## Recepción
La película recibió una buena recepción en general por parte de la crítica sueca, obteniendo una calificación promedio de 3,1 en kritiker.se. Aftonbladet le dio 3 de 5 y escribió que "los personajes se ven adorables. Pero es una dura danesa." y que la película era "efectiva y entretenida en su narración". Kulturnyheterna le dio 3 de 5 y la describió como "divertida pero entretenida" y "Rutiga ninjan es en general bastante divertida, especialmente en los pequeños detalles, en la imagen y en la narración, que hacen más agradable la visualización".
En Dinamarca, la película vendió 222 760 entradas (incluidas las entradas de preestreno) en los primeros cuatro días, lo que es el mejor inicio que una película danesa ha tenido hasta ahora. Rutiga ninjan había vendido 926 256 entradas en marzo de 2019, convirtiéndose en la sexta película danesa más vista de todos los tiempos. En mayo de ese mismo año, había vendido 940 000 entradas.

## Secuelas
Se anunció una secuela, El Pequeño Ninja 2 (Ternet Ninja 2) basada en la secuela de Anders Matthesen de la novela original que se publicó en 2019. La película se estrenó el 19 de agosto de 2021 y vio a Anders Matthesen y Thorbjørn Christoffersen regresar como directores. La película entró en producción a finales de 2019 con un presupuesto de 8.000.000 DKK (1.319.108,80 dólares estadounidenses) proporcionado por el Instituto de Cine Danés.
Una tercera película, El Pequeño Ninja 3 (Ternet Ninja 3) se anunció en 2023 con Anders Matthesen y Thorbjørn Christoffersen regresando como directores y Trine Heidegaard y Anders Mastrup regresando como productores. Está previsto que la película se estrene en Dinamarca el 21 de agosto de 2025.